# Elisha Owusu
Elisha Owusu, född 7 november 1997, är en fransk-ghanansk fotbollsspelare som spelar för Auxerre.

## Karriär

### Tidig karriär
Owusu började spela fotboll i SC Air Bel och gick 2009 till FC Bourgoin Jallieu. Året därefter gick han till Lyon. Owusu blev fransk U17-mästare 2014 och var även lagkapten i reservlaget. I april 2016 råkade Owusu ut för en allvarlig hälskada som höll honom borta från spel i flera månader.

### Lyon
Den 23 februari 2017 skrev Owusu på sitt första professionella kontrakt med Lyon, ett kontrakt på tre år. Han fortsatte spela i reservlaget, men det blev inget spel i A-laget för Owusu.

#### Sochaux (lån)
I juni 2018 lånades Owusu ut till Ligue 2-klubben Sochaux. Han debuterade den 27 juli 2018 i en 0–1-förlust mot Grenoble Foot 38. Totalt spelade Owusu 33 ligamatcher under säsongen 2018/2019.

### Gent
I juni 2019 värvades Owusu av belgiska Gent, där han skrev på ett fyraårskontrakt. Owusu debuterade i Jupiler League den 28 juli 2019 i en 1–1-match mot Sporting Charleroi.

### Auxerre
Den 16 januari 2023 värvades Owusu av Auxerre, där han skrev på ett 2,5-årskontrakt.